# Idioma ratsua
Ratsua es una lengua austronesia de Bougainville, Papúa Nueva Guinea.